# Francisco Pedroso Xavier
Francisco Pedroso Xavier foi um bandeirante paulista nascido em Santana de Parnaíba em 1635, onde morreu em 19 de janeiro de 1680.

## História
Foi casado com Maria Cardoso com quem teve seis filhos.
O bandeirante utilizava a patente de capitão, e era conhecido como O Herói da Vila Rica, codinome recebido por seus feitos em 1676, quando liderou uma bandeira que destruiu uma redução paraguaia localizada entre o rio Paraná e Uruguai que era mantida pelos padres jesuítas espanhóis. Retornou com um grande número de índios aprisionados e despojos de elevado valor.